# Ed McKeever
Edward Daniel McKeever, detto Ed (Bath, 27 agosto 1983), è un canoista britannico.
È campione olimpico ed europeo in carica nel K1 - 200 metri. Detiene inoltre il record olimpico in questa specialità, realizzato in batteria a Londra 2012.

## Palmarès
- Giochi olimpici

Londra 2012: oro nel K1 200 m.
- Mondiali

2010 - Poznań: oro nel K1 200 m.
2011 - Seghedino: argento nel K1 4x200 m e nel K1 200 m.
2014 - Mosca: argento nel K1 4x200 m e nel K1 200 m.
- Europei

2010 - Corvera de Asturias: oro nel K1 200 m.
2011 - Belgrado: bronzo nel K1 200 m.
2012 - Zagabria: bronzo nel K1 200 m.
2014 - Brandeburgo: argento nel K1 200 m.
- Giochi europei

Canoa/kayak ai I Giochi europei: argento nel  K1 200 m;